# Hunej

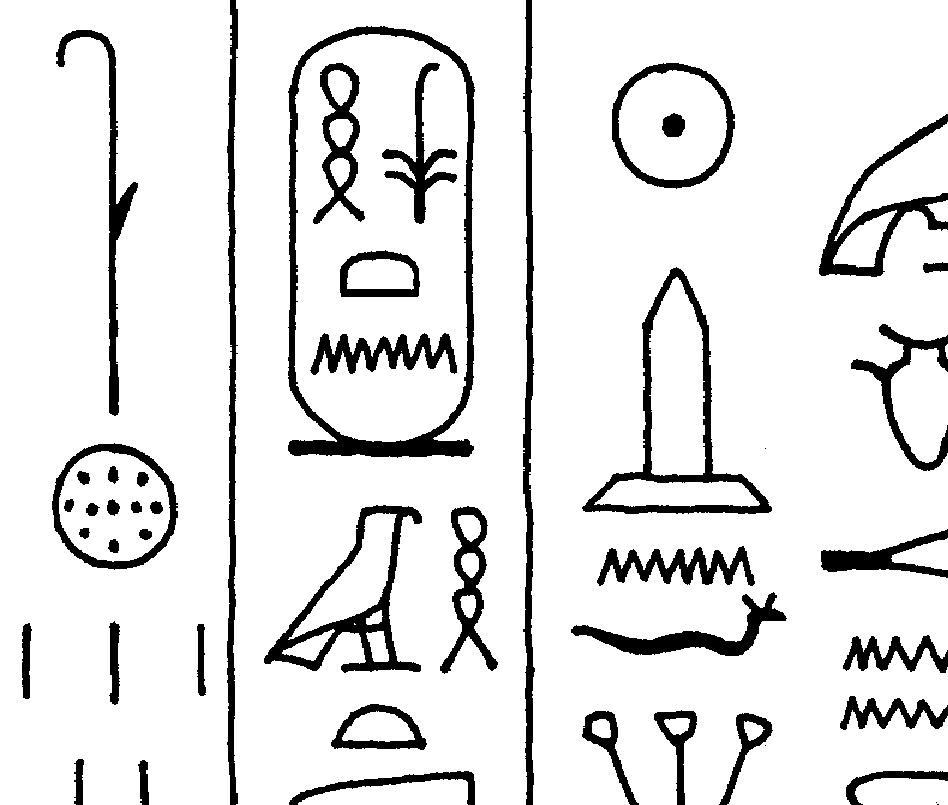
Hunejovo jméno na Palermské desce

Hunej byl poslední egyptský faraon 3. dynastie. Podle německého egyptologa Thomase Schneidera vládl mezi lety 2690 a 2670 př. n. l. V Turínském královském papyru je mu připsána vláda dlouhá 24 let.
O Hunejovi existuje jen velmi málo dobových zmínek, informace o něm pocházejí především z pramenů z pozdějších období a často si vzájemně odporují. Jeho vláda je bezpečně datována do třetí dynastie, jeho přesná chronologická pozice v dynastii je však stále sporná. Dále je jisté, že po jeho panování následovala vláda faraona Snofrua. Není známo, pod jakým jménem je Hunej uveden v Manehtově seznamu králů. Německý egyptolog Winfried Barta se domnívá, že se jedná o jméno Achés, které Manehto připsal sedmému panovníkovi 3. dynastie.
Je možné, že jeho manželkou byla královna Džefatnebti, zmíněná v nápisech na kamenných mísách z Abúsíru. Hunej byl snad otcem královny Hetepheres I., jež se stala manželkou následujícího faraona Snofrua, a také prince Nefermaata pohřbeného v mastabě M16.
Je pravděpodobné, že právě za Hunejovy vlády byly vybudovány malé stupňovité pyramidy po celém Egyptě. Místo, kde byl Hunej pohřben, však není známé, hypotézy mluví o Vrstvené pyramidě, mastabě AS 54, mastabě M17 či o pyramidě Lepsius č. I. Po Hunejově smrti vznikl jeho posmrtný kult.

## Zmínky
Jediné dobové zmínky, které se jednoznačně vztahují k Hunejovi, byly nalezeny na žulovém kuželu z Elefantiny a na kamenné míse z Abúsíru.
Červený žulový kužel o výšce 160 cm byl nalezen roku 1909 na ostrově Elefantina poblíž zdejší malé stupňovité pyramidy a nyní je vystavený v Egyptském muzeu v Káhiře (JE 41556). Německý egyptolog Rainer Stadelmann se domnívá, že kužel byl původně umístěn na vnější straně malé pyramidy.
V letech 2009 až 2010 objevil český egyptolog Miroslav Bárta v mastabě AS 54 v Abúsíru další doklad existence krále Huneje, kamennou nádobu z leštěného magnezitu. Nachází se na ní krátký nápis, který zní: Král Horního a Dolního Egypta, Hunej. Jméno majitele hrobu však dosud není známé.
Dalších několik zmínek o Hunejovi je již pozdějšího data. Jmenován je v mastabě L6 vysokého úředníka Metcena v Sakkáře, který žil za vlády faraona Snofrua (cca 2670 až 2620 př. n. l.), dále na zadní straně Palermské desky pocházející z období vlády faraona 5. dynastie Neferirkareho (cca 2475 až 2465 př. n. l.) a také na Prisseově papyru v části Naučení pro Kagemniho, který pochází pravděpodobně ze 13. dynastie (cca 1803 až 1639 př. n. l.). Na posledně jmenovaném dokumentu je uvedeno:
[…] poté zemřelo Jeho Veličenstvo Hunej a Jeho Veličenstvo Snofru se stalo vládcem po celé zemi. Kagemni byl jmenován novou hlavou města a vezírem krále.
 Prisseův papyrus, Naučení pro Kagemniho
Díky tomuto papyru je Hunej identifikován jako předchůdce Snofrua. Rovněž Turínský královský papyrus a Sakkárský královský seznam uvádějí Huneje jako Snofruova předchůdce.
Někteří badatelé se domnívají, že takzvaná „Brooklynská královská hlava“, vyrobená z leštěné růžové žuly, je portrétem faraona Huneje. Kvůli nafouklým tvářím je však někdy hlava identifikována jako portrét faraona Chufua.

## Jméno

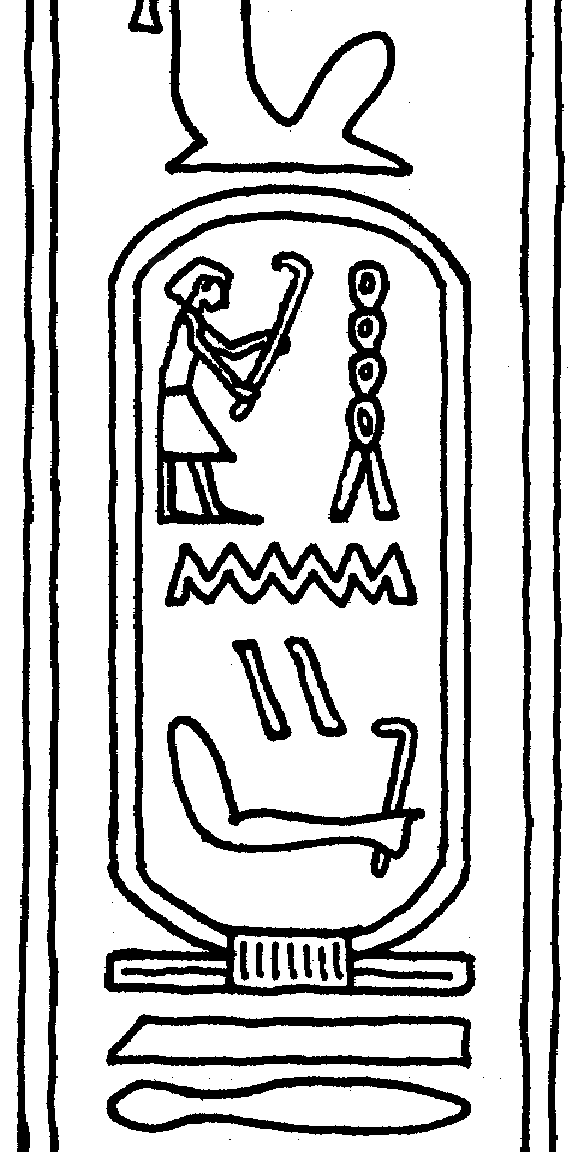
Hunejovo jméno v Sakkárském královském seznamu

Existuje několik podob faraonova rodného jména Hunej, které mohou být rozděleny na starší a mladší pravopisné varianty: ve starších pramenech je jméno složeno ze znaků M23 (ostřice), X1 (malý bochník chleba), N35 (zvlněná voda) a V28 (lanový úplet nebo knot svíčky), což se podle německého egyptologa Ludwiga Borchardta přepisuje jako nsw Ḥ(w) a čte tedy Nisut H(u) – v překladu král Hu. Takto je Hunejovo jméno uvedeno na žulovém kuželu z Elefantiny, na Palermské desce, na nápisu z Metcenovy hrobky a na kamenné míse z Abúsíru. V mladším pravopisu je jméno charakterizováno determinativem A25 (muž stávkující s holí v ruce) a slovo Nisut už neobsahuje. Na Prisseově papyru je jméno napsáno znaky A25, N35 a Z4 (dvě úhlopříčky). V Sakkárském královském seznamu a v Turínském královském papyru je tvořeno znaky V28, A25, N35, Z4 a D40 (rameno s holí). V Abydoském královském seznamu se Hunejovo jméno vůbec nenachází, místo něj je zde uveden jistý Neferkare. Není také známo, pod jakým jménem je Hunej uveden v Manehtově seznamu králů. Egyptolog Winfried Barta se domnívá, že se jedná o jméno Achés, které Manehto připsal sedmému panovníkovi 3. dynastie. Zkrácení Hu může být chápáno jako „násilník“.
Rakouský egyptolog Hans Goedicke starší zápis jména přepisuje jako Nj-Swtḥ, čte tedy jako Ni-Suteh, což je založeno na přepisu královského jména Nj-nṯr, tedy Ninetžer a N(j)-wsr-Rˁ, čili Niuserre. Němečtí egyptologové Rainer Stadelmann a Wolfgang Helck toto čtení však odmítají.
Wolfgang Helck dochází k závěru, že nový pravopis jména má být vykládán jako Ḥw-nj-nsw, tedy Hunej, což znamená „výrok patří králi“.
| M23 | X1 · N35 | V28 |

| M23 | X1 · N35 | V28 |

| V10A | A25 | n · Z4 | V11A | G7 |

| V10A | A25 | n · Z4 | V11A | G7 |

| V10A | V28 | Z5 | A25 | HASH | HASH | V11A | G7 |

| V10A | V28 | Z5 | A25 | HASH | HASH | V11A | G7 |

| V28 | A25 | n · Z4 | D40 |

| V28 | A25 | n · Z4 | D40 |

### Horovo jméno

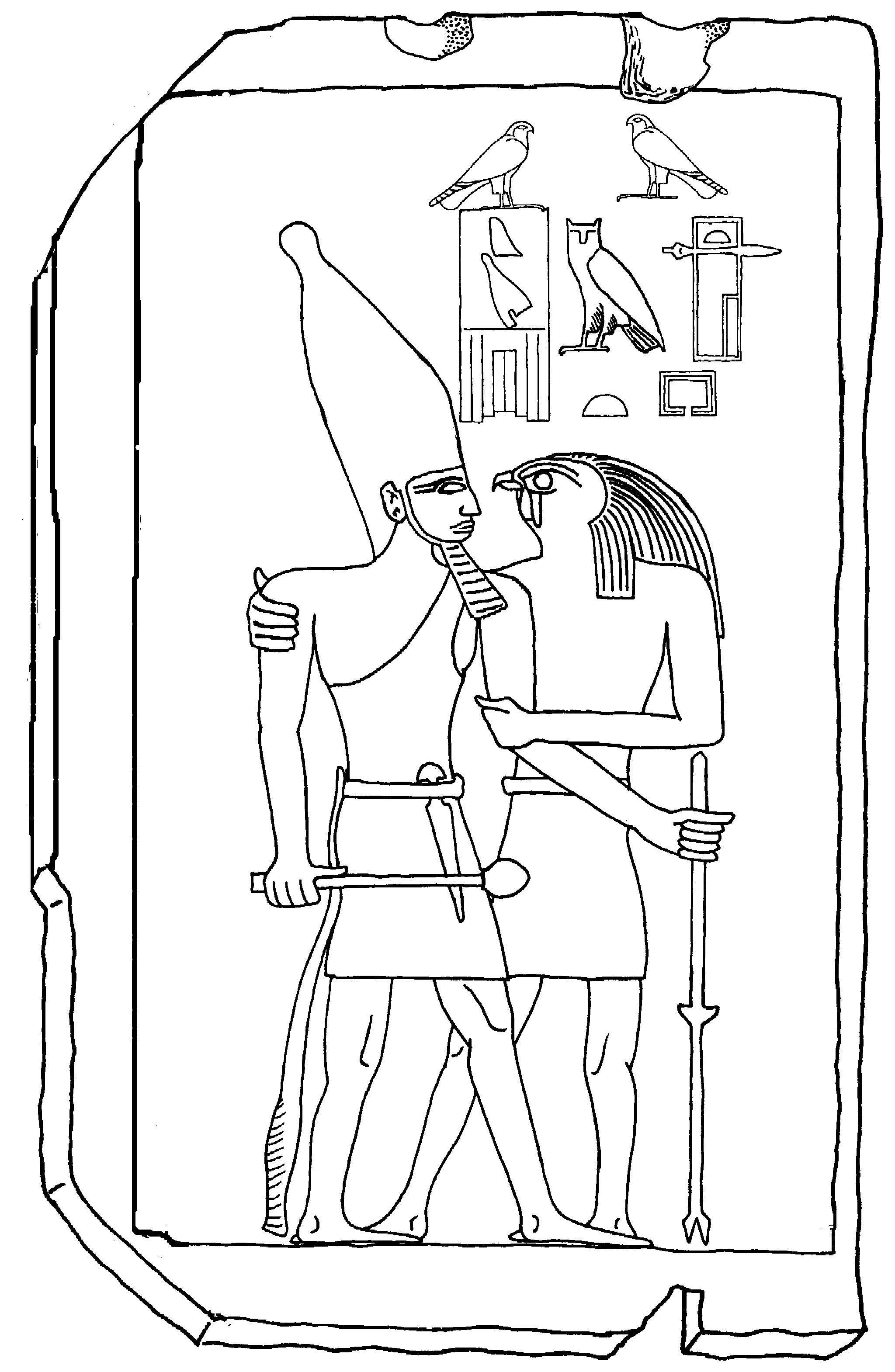
Stéla s Horovým jménem Qahedžet v Louvru v Paříž

Hunejovo Horovo jméno je zatím sporné. U většiny panovníků 3. dynastie je známo jen Horovo jméno. Hunej je výjimkou, v jeho případě je známo jen jeho rodné jméno. Anglický egyptolog Toby Wilkinson, český egyptolog Jaromír Málek, egyptský egyptolog Nabil Svelim a francouzský egyptolog Jacques Vandier se domnívají, že Hunejovo Horovo jméno je Qahedžet (Horova vyvýšená koruna), jež je ale jinými egyptology považováno za jméno jiného faraona. Toto jméno je zmíněno pouze na jedné stéle, datované do období mezi vládu Džosera a Snofrua. Existují však pochybnosti o pravosti stély.
Německý egyptolog Peter Kaplony připisuje Hunejovi Horovo jméno Neb-hedžetnub (pán zlaté koruny), které se vyskytuje mezi nápisy nalezenými na pohřebišti Záwíjit el-Arján. Britský egyptolog Aidan Dodson a Nabil Svelim tuto hypotézu však odmítají a jméno připisují faraonovi Baufremu.
Rainer Stadelmann a Toby Wilikson ztotožňují Huneje s faraonem Chabou, z jehož celé královské titulatury se dochovalo jen Horovo jméno. To bylo nalezeno na kamenných mísách v Záwíjit el-Arján poblíž Vrstvené pyramidy, která je Chabovi připisována.

## Rodina

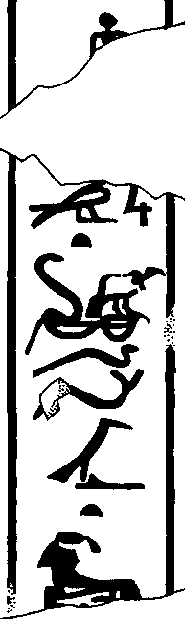
Nápis na kamenné míse z Elefantiny pojednávající o královně Džefatnebti

Příbuzenské vztahy mezi králi 3. a 4. dynastie jsou povětšinou neznámé. Sakkárský královský seznam, Turínský královský papyrus i Prisseův papyrus považují Snofrua za přímého následníka Huneje. Na Palermské desce je zmíněno jméno ženy Meresanch I., o které panují hypotézy, že byla manželkou Huneje, nebo matkou, manželkou či dcerou Snofrua. Přímé důkazy k těmto domněnkám však neexistují, stejně jako důkazy k hypotézám o možném příbuzenském vztahu Huneje a Snofrua.
Nápisy na nádobách nalezených na ostrově Elefantina mluví o královně Džefatnebti. Nádoby byly datovány do konce 3. dynastie, a proto možná pocházejí z období Hunejovy vlády. Existují hypotézy, že Džefatnebti byla Hunejovou manželkou.
Žádné ověřitelné informace nemáme ani o Hunejových dětech. Za Hunejovu dceru je někdy považována Hetepheres I., o které se jindy také mluví jako o možné matce Chufua a manželce Snofrua. S touto hypotézou přišli američtí egyptologové William Stevenson Smith a George Andrew Reisner na základě nápisu v její hrobce v Gíze, kde je její jméno uvedeno s titulem „Boží manželka“, což mohlo odkazovat na její příbuzenský vztah s Hunejem a na zajištění pokračování královské linie díky jejímu sňatku se Snofruem. Wolfgang Helck a rakouský egyptolog Wilfried Seipel však o této hypotéze mají závažné pochybnosti.
Hunejovo jméno je několikrát zmíněno v mastabě M16, ve které byl pohřben Nefermaat. Britská egyptoložka Yvonne Harpurová se proto domnívá, že Nefermaat mohl být Hunejovým synem.

## Vláda
O Hunejově panování není známo téměř nic. Pravděpodobně byl posledním faraonem 3. dynastie a podle Thomase Schneidera vládl v letech 2690 až 2670 př. n. l. Švýcarský egyptolog Erik Hornung se domnívá, že Hunejova vláda skončila přibližně v roce 2544 př. n. l. Turínský královský papyrus mu připisuje vládu dlouhou 24 let. Vytvořit závěry o konkrétních událostech v průběhu jeho panování je obtížné, sporé informace se dochovaly na nepočetných dobových dokumentech. Mezi prameny vypovídající o Hunejově vládě patří nápisy v hrobkách vysokých úředníků jako Metcena, Chabausokara, Pehernefera a Achtiaie, kteří žili na přelomu 3. a 4. dynastie. Tyto zdroje naznačují, že Egypt za Hunejovy vlády vzkvétal a že rozdělení moci mezi faraonem a místními správci dosáhlo nového vrcholu. Poprvé je zde poskytnut pohled na mocenskou strukturu nomarchů a kněží, v Metcenově hrobce je mimo jiné zmínka, že tyto funkce byly dědičné.
Na Elefantině byly nalezeny tři kamenné nádoby s nápisy, které hovoří o významných událostech, ale jsou zde i administrativní poznámky. Nádoby jsou datovány do 3. dynastie a je pravděpodobné, že vznikly za Hunejovy vlády. Jsou však značně poškozené. Nápisy na první a druhé nádobě zmiňují rok, kdy se konal Horův průvod, na první nádobě je navíc zmínka o stavbě jakési budovy, jejíž název se nezachoval. Z nápisu na třetí nádobě je vidno, že v roce, kdy se konala přehlídka krále Dolního a Horního Egypta, bylo „období boje s lupiči“. Je zde také zmínka o královně Džefatnebti, se kterou se něco přihodilo, není však zřejmé co, protože sloveso ve spojení s královnou je nečitelné.
Po Hunejově smrti byl vytvořen jeho posmrtný kult. Dokladem toho je zmínka na Palermské desce vzniklé asi o sto let později, kde se píše o darech pro zesnulého Huneje. Hunejův posmrtný kult potvrzuje i Prisseův papyrus.

## Možná hrobka

### Mastaba AS 54

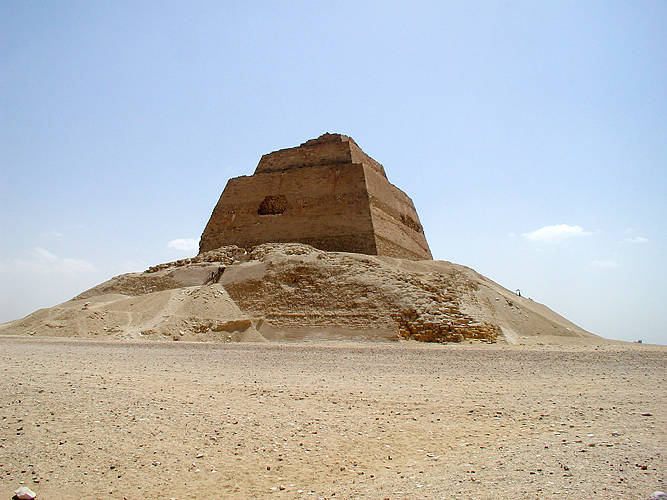
Pyramida v Médúmu

Hunejův hrob není dnes s jistotou identifikován. Existuje hypotéza, že faraonovy ostatky byly uloženy v Abúsíru v mastabě AS 54. Tato hypotéza je založena na kamenné míse nesoucí Hunejovo jméno, která byla v mastabě nalezena.

### Pyramida v Médúmu
Dříve egyptologové předpokládali, že pyramida v Médúmu byla postavena Hunejem původně jako stupňovitá pyramida (podobně jako pyramida Džoserova, Sechemchetova a Vrstvená pyramida) a později ji Snofru zakryl vápencovými hranoly. Novější výzkumy v 70. letech 20. století však odhalily uvnitř pyramidy četné nápisy zmiňující Snofrua, zatímco Hunej zde nebyl zmíněn ani jednou. Z toho důvodu není teorie, že pyramidu začal stavět Hunej, příliš pravděpodobná. Navíc nebylo ve Staré říši obvyklé, aby faraon dostavoval pyramidu po svém předchůdci.

### Mastaba M17

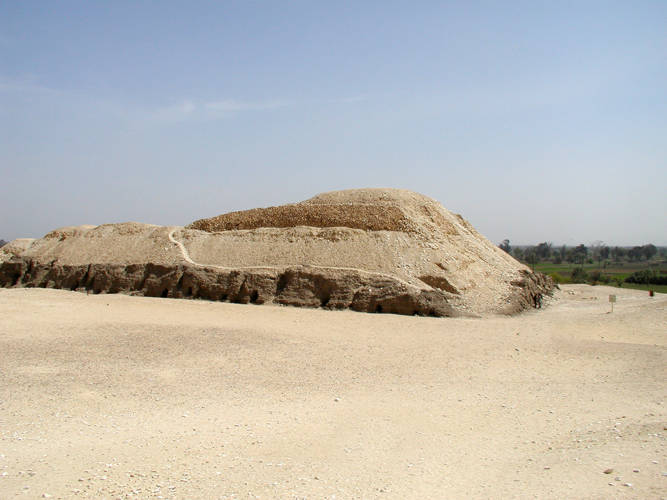
Mastaba M17 v Médúmu

Nedaleko na severovýchod od pyramidy v Médúmu se nachází mastaba s označením M17, která byla postavena především z cihel a její původní rozměry byly přibližně 100 × 200  metrů. Existují hypotézy, že Hunej byl pohřben právě zde. Rainer Stadelmann se však domnívá, že na tomto místě byl pohřben neznámý princ a přitom nevylučuje, že se jednalo o Snofruova syna.

### Pyramida Lepsius č. I

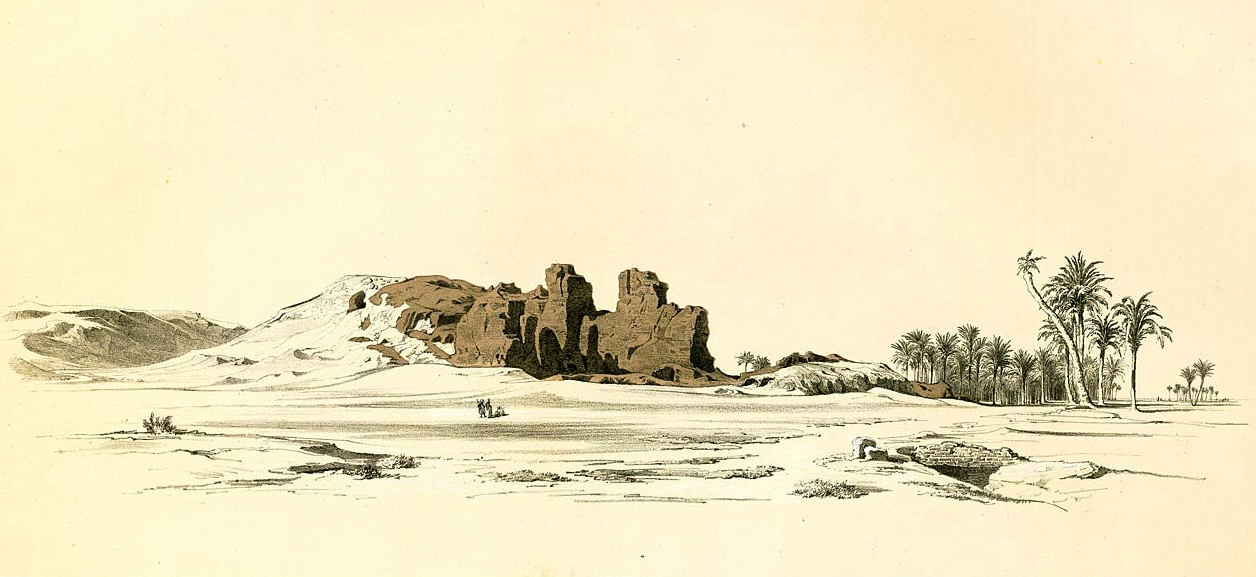
Pyramida Lepsius č. I

Pyramida Lepsius č. I je zřícenina velké cihlové hrobky v Abú Rawáš, která dosud není připsána žádnému vládci. Nachází se nedaleko na východ od Radežedefovy pyramidy. Pyramidový charakter této stavby je však kontroverzní. V roce 1842 pyramidu zkoumal německý egyptolog Karl Richard Lepsius a katalogizoval ji ve svém pyramidovém seznamu jako cihlovou pyramidu číslo I. Pyramida měla čtvercovou komoru, ve které byl objeven kamenný sarkofág. V Lepsiově době byla budova ještě 17 metrů vysoká, dnes je však zachováno pouze skalní jádro. Původní výšku Lepsius odhadoval asi na 145 metrů.
Podrobný průzkum tohoto objektu proběhl v letech 1985 až 1986 pod vedením Nabila Svelima, který hrobku označil za zříceninu rozsáhlé velké pyramidy, jejíž jádro bylo tvořeno částí skalnatého kopce. Svelim stavbu datuje do konce 3. dynastie a považuje Huneje za jejího potenciálního vlastníka. Proti této hypotéze však existují určité námitky. Pyramidy Staré říše byly obvykle postaveny na vyvýšeném, dominantním místě, což Pyramida Lepsius č. I ani zdaleka nesplňuje. Stojí totiž na samém okraji povodňové zóny Nilu.

### Vrstvená pyramida

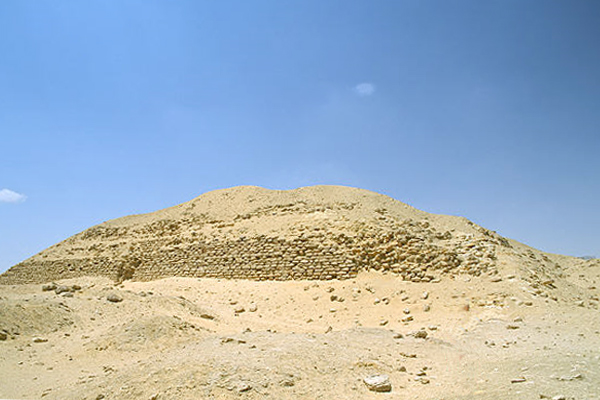
Vrstvená pyramida v Záwíjit el-Arján

Další hypotézy tvrdí, že Hunej byl pohřben asi 8 kilometrů od Gízy v nedokončené Vrstvené pyramidě v Záwíjit el-Arján, datované českým egypotologem Miroslavem Vernerem do druhé poloviny 3. dynastie. Konstrukce pyramidy má cihlové zdivo typické pro 3. dynastii, a to s cihlami uspořádanými ve vrstvách kolem jádra z drsných bloků z místního podloží. Výška pyramidy měla zřejmě dosahovat 42 až 45 metrů, současná výška je však pouze 17 metrů. Není jasné, zda se část pyramidy v průběhu času rozpadla, nebo zda nebyla nikdy dokončena. V pyramidě a jejím bezprostředním okolí nebyly nalezeny žádné nápisy, zato v nedaleké mastabě známé pod označením mastaba Z500 bylo objeveno mnoho kamenných misek se serechem krále Chaby, z čehož se většina egyptologů domnívá, že Vrstvená pyramida nepatřila Hunejovi, nýbrž Chabovi. Nicméně Stadelmann a Wilkinson se domnívají, že Chaba je pouze Horovo jméno Huneje a pyramidu proto připisují jemu.

## Ostatní stavby z období Hunejovy vlády

### Palác na Elefantině

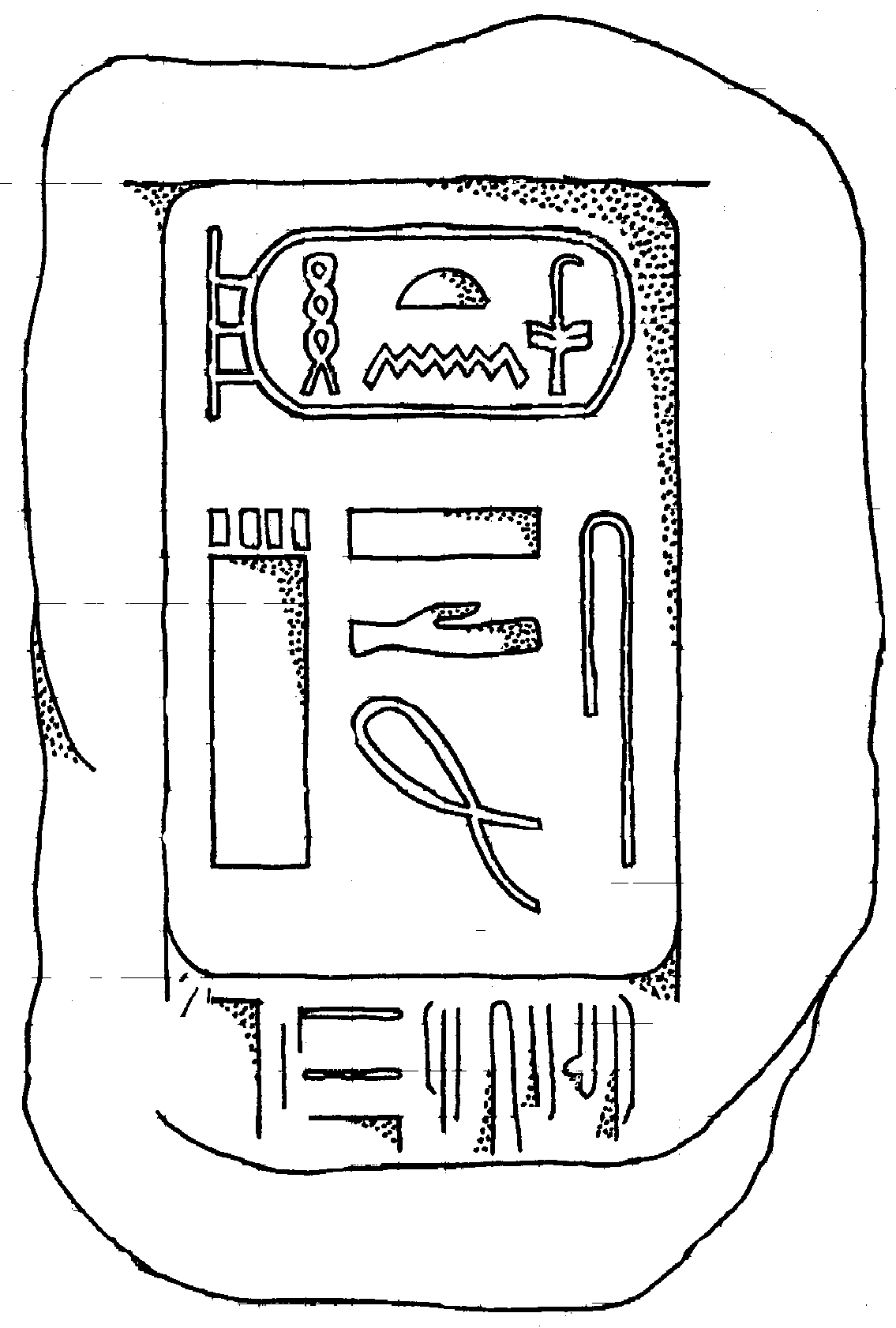
Nápis na žulovém kuželu z Elefantiny

Nápis na žulovém kuželu z Elefantiny mluví o paláci na Elefantině, který postavil Hunej („ˤḥ sšd nswt ḥwnj“) s hieroglyfovou značkou paláce. Slovo sšd způsobilo egyptologům velké potíže, znamená totiž „lněná šňůra“ nebo „čelenka“, v královském kontextu také „diadém“. Rainer Stadelmann tento pojem vysvětluje tak, že palác mohl dobře symbolizovat královský diadém (typický šperk faraonů).

### Stupňovitá pyramida na Elefantině
Pyramida na Elefantině spolu s pyramidami, jež se nacházejí v Edfu, Kule, Nakádě, Záwijit el-Mejjitínu, Síle a Sinki, patří do skupiny sedmi velmi podobných malých stupňovitých pyramid. Jsou datovány do druhé poloviny 3. dynastie přibližně do období mezi vládou Snofrua a Sechemcheta.
Přestože byla pyramida na Elefantině objevena již v roce 1907, za pyramidu byla označena až po výzkumech německého archeologického ústavu roku 1979. Němečtí egyptologové Günter Dreyer, Werner Kaiser a Rainer Stadelmann předpokládají, že žulový kužel s nápisem Hunej nalezený u této stavby byl původně umístěn na vnější straně pyramidy, a proto pyramidu datují do období Hunejovy vlády. Miroslav Verner toto datování však odmítá, protože indicii s kuželem nepovažuje pro toto tvrzení za dostačující. Polský egyptolog Andrzej Ćwiek poukazuje na to, že text na kuželu odkazuje na palác a ne na pyramidu. Tvrdí, že kužel nejprve patřil k paláci na Elefantině a na stavbu pyramidy byl využit až později.

### Seschem
Turínský královský papyrus uvádí, že Hunej je stavitelem mimořádné stavby jménem Seschem, za což je podle papyru uctíván. Günter Dreyer a Werner Kaiser se domnívají, že název Seschem ve skutečnosti označuje ony malé stupňovité pyramidy.